# Zhivko Vanguelov
Zhivko Atanasov Vanguelov –en búlgaro, Живко Атанасов Вангелов– (Nova Zagora, 7 de julio de 1970) es un deportista búlgaro que compitió en lucha grecorromana.
Participó en los Juegos Olímpicos de Seúl 1988, obteniendo la medalla de plata en la categoría de 62 kg. Ganó cuatro medallas en el Campeonato Mundial de Lucha entre los años 1983 y 1987, y dos medallas de oro en el Campeonato Europeo de Lucha, en los años 1983 y 1987.

## Palmarés internacional
| Juegos Olímpicos   | Juegos Olímpicos           | Juegos Olímpicos  | Juegos Olímpicos |
| Año                | Lugar                      | Medalla           | Categoría        |
| ------------------ | -------------------------- | ----------------- | ---------------- |
| 1988               | Seúl (Corea del Sur)       | Medalla de plata  | 62 kg            |
| Campeonato Mundial |                            |                   |                  |
| Año                | Lugar                      | Medalla           | Categoría        |
| 1983               | Kiev (URSS)                | Medalla de bronce | 62 kg            |
| 1985               | Kolbotn (Noruega)          | Medalla de oro    | 62 kg            |
| 1986               | Budapest (Hungría)         | Medalla de bronce | 62 kg            |
| 1987               | Clermont-Ferrand (Francia) | Medalla de oro    | 62 kg            |
| Campeonato Europeo |                            |                   |                  |
| Año                | Lugar                      | Medalla           | Categoría        |
| 1983               | Budapest (Hungría)         | Medalla de oro    | 62 kg            |
| 1987               | Tampere (Finlandia)        | Medalla de oro    | 62 kg            |